# Connarus rostratus
Connarus rostratus é uma espécie  de planta com flor pertencente à família Connaraceae.
A autoridade científica da espécie é (Vell.) L.B.Sm., tendo sido publicada em Journal of the Washington Academy of Sciences 45: 195. 1955.

## Brasil
Esta espécie  é nativa e endémica do Brasil, podendo ser encontrada nas Regiões Sudeste e Sul. Em termos fitogeográficos pode ser encontrada no domínio da Mata Atlântica.
Não ocorrem táxons infra-específicos no Brasil.